# Estación de Prince George
Prince George es una estación de tren en Prince George, Columbia Británica. Está en la línea principal de la Canadian National Railway. El servicio del tren Jasper-Prince Rupert de Via Rail pasa la noche en esta estación entre Prince Rupert y Jasper.